# Валеријан Јовановић
Др Валеријан Јовановић (Црна Трава, 25. септембар 1926) био је директор зубне поликлинике и истакнути зубни лекар.

## Биографија
Од 1960. до 1980. године био је управник Зубно лекарске поликлинике. Др Валеријан је рођен 25. септембра 1926. године у Црној Трави, где је завршио основну школу, а Гимназију у Лесковцу. Касније је уписао Стоматолошки факултет у Београду и завршио га 17. априла 1957. Одмах по завршетку Факултета почео је са радом у Зубно-лекарској поликлиници у Лесковцу. Специјалистички испит из Ортопедије вилица са протетиком завршио је у Београду. Звање примаријус стекао је 17. октобра 1975. године. Пре пензионисања 1991. године био је саветник директора Здравственог центра. Био је члан подружнице СЛД у Лесковцу од 1958. године. Са оснивањем Актива Стоматолога Подружнице СЛД у Лесковцу показао је своју активност у њему. Активан је и друштвено-политички радник, нарочито у Савезу синдиката Србије. Учесник на омладинским радним акцијама Панчевачки Рит, Власина и друге. Др Валеријан Јовановић поред дужности директора Поликлинике био и руководилац одељења за стоматолошку протетику.